# Alharite ibne Suraije
Abu Hatim Alharite ibne Suraije ibne Iázide (em árabe: أبو حاتم الحارث بن سريج بن يزيد; romaniz.: Abū Ḥātim al-Ḥārith ibn Surayj ibn Yazīd) foi um líder árabe de uma rebelião social em grande escala contra o Califado Omíada, no Coração e na Transoxiana. A rebelião de Alharite começou em 734 e representou as queixas tanto dos colonos árabes locais quanto dos convertidos iranianos nativos (maulas), que não foram reconhecidos como iguais aos árabes muçulmanos, contra o regime omíada. Alharite baseou sua revolta em motivos religiosos e conquistou grande parte dos colonos árabes e da população nativa, mas falhou duas vezes em capturar a capital da província de Marve. A rebelião foi finalmente suprimida por Açade ibne Abedalá Alcáceri em 736. Junto com alguns apoiadores, Alharite escapou da captura e se aliou ao pagãos turguexes. Alharite acompanhou o grão-cã Suluque em sua invasão profunda em território controlado pelos árabes, que foi decisivamente derrotado na Batalha de Caristão em 737. Com o poder turguexe entrando em colapso depois disso, Alharite permaneceu na Transoxiana apoiado pelos príncipes nativos. O sucessor de Açade, Nácer ibne Saiar, fez campanha contra Alharite e seus apoiadores nativos, mas eventualmente, esperando usá-lo para reforçar sua posição nas rivalidades intertribais árabes, Nácer garantiu a Alharite um perdão do califa. Alharite retornou a Marve em 745. Logo, no entanto, levantou uma força armada considerável e desafiou a autoridade de Nácer, até ser morto em um confronto com seu aliado Judai Alquirmani em 746. Sua revolta enfraqueceu o poder árabe na Ásia Central e facilitou o início da Revolução Abássida que derrubaria os omíadas.

## Vida

### Primeiros anos
Alharite era da tribo dos tamimitas pertencente ao supergrupo tribal árabe do norte (modaritas), e veio de Baçorá, onde seu pai, Suraije, vivia. É mencionado pela primeira vez em 729, quando se destacou por sua bravura e autosacrifício contra os turguexes, salvando o exército árabe da aniquilação em Baicanda perto de Bucara. Alharite é mencionado em seguida em 733, quando liderou um protesto no Baixo Tocaristão contra o confisco de suprimentos da província, já atormentada pela seca e pela fome, para alimentar a capital do Coração em Marve, pelo governador Junaide ibne Abderramão Almurri. Junaide mandou açoitar Alharite, mas depois que Junaide morreu no início de 734, o descontentamento explodiu numa rebelião aberta, com Alharite à frente.
Os motivos e a natureza da rebelião de Alharite são debatidos. Suas demandas públicas foram formuladas em termos religiosos, exigindo o fim da injustiça por meio da "aplicação do Livro e da Suna" pelo governo. Diz-se que o próprio Alharite foi membro do obscuro grupo pietista conhecido como murjita, e que levou uma vida ascética. Nas palavras do arabista Meir J. Kister, aparentemente tinha "um sentimento de missão" e pretendia estabelecer um "governo justo semelhante ao do Profeta e dos primeiros califas". Seu movimento compartilhava muitos elementos ideológicos e simbólicos com a agitação contemporânea xiita e carijita dirigida contra o regime omíada, incluindo o uso de bandeiras negras que remetem ao bandeira do Profeta e até mesmo a demanda por governo teocrático por um membro da família do Profeta. O movimento de Alharite foi marcado por um idealismo incomum, no entanto, e está registrado que seus adeptos tentaram persuadir seus oponentes a se juntarem a eles por meio de invocações morais e religiosas, mesmo durante as batalhas.
Alharite defendeu várias reformas, sendo a mais proeminente a plena igualdade legal dos nativos não árabes convertidos (maulas) com os árabes muçulmanos, ecoando uma antiga demanda dos primeiros, em conformidade com os preceitos do Islã. Isso já havia sido tentado duas vezes antes, pelo califa Omar ibne Abdalazize (r. 717–720) e pelos governadores Açade ibne Abedalá Alcáceri e Axeras ibne Abedalá Alçulami, mas em ambas as vezes o aumento resultante nas conversões e a queda concomitante na receita (já que os numerosos maulas não teriam que pagar o imposto eleitoral) puseram fim a isso, levando a uma primeira rebelião em 728 sob Abu Assaida Sale ibne Tarife. Muitos dos grupos e indivíduos associados a esta primeira revolta também participariam do movimento de Alharite. Alharite era visto como um defensor dos direitos dos ajam (não árabes, especialmente iranianos), muitos dos quais afluíram à sua bandeira, mas ele também tinha grande número de seguidores entre os próprios árabes descontentes, especialmente seus companheiros tamimitas e os azeditas. A descontentamento era generalizada entre os coraçanes árabes devido às pesadas baixas sofridas contra os turguexes na Batalha do Desfiladeiro em 731, bem como a disseminação de propaganda antiomíada por grupos proto-xiitas. Isso foi exacerbado pelo ressentimento sentido na introdução de 20 mil tropas iraquianas na província após o Desfiladeiro, e a ordem paralela do califa Hixame ibne Abedal Maleque (r. 723–743) para dispersar os colonos árabes mais antigos de Marve para outros assentamentos, a fim de melhorar sua defesa contra os turguexes.
Foi assim que quando a notícia da morte de Junaide chegou à pequena cidade de Andkhuy em Gusgã, um dos postos avançados árabes mais remotos, a guarnição árabe local seguiu Alharite na rebelião. O sucessor de Junaide, Assime ibne Abedalá Alilali, que tinha acabado de chegar a Marve, tentou apaziguar os rebeldes e enviou emissários a eles, mas Alharite simplesmente os aprisionou. À medida que a revolta se espalhava pelo campo ao redor, Alharite, com uma força de quatro mil homens, marchou sobre Balque, a principal cidade do Tocaristão, mantida por Nácer ibne Saiar com 10 mil tropas. Embora Nácer não apoiasse o movimento de Alharite, tal era o nível de descontentamento entre os coraçanes que ele e seus homens ofereceram pouca oposição. Balque foi capturado pelos homens de Alharite com facilidade, enquanto Nácer e suas tropas se retiraram da cena e não deram apoio nem a Alharite nem a Assime. Logo depois disso, a guarnição árabe em Marve Arrude também se juntou às forças de Alharite. Os príncipes nativos autônomos heftalitas de Gusgã, Fariabe e Talocan também aproveitaram a oportunidade para se juntar à revolta com suas forças, esperando restabelecer sua independência e talvez reduzir o poder árabe no Coração a um principado dependente em torno de Marve.
Alharite agora voltou sua atenção para Marve e partiu para a capital, onde também tinha simpatizantes. No entanto, Assime conseguiu cimentar a lealdade dos vacilantes coraçanes ao ameaçar abandonar a cidade por Nixapur nas franjas ocidentais do Coração. Lá, confiaria nos membros da tribo dos caicitas, cuja lealdade ao regime omíada era conhecida, e pediria reforços da Síria. Juntamente com a presença de numerosos nativos no exército de Alharite, que lhe dava a aparência de um exército estrangeiro, as elites árabes locais escolheram se reunir atrás de Assime. À medida que se aproximava de Marve, o exército de Alharite havia aumentado para cerca de 60 mil homens, enquanto os maulas se aglomeravam sob sua bandeira, de acordo com o relato de Tabari. A força de Assime era consideravelmente menor e menos ansiosa: ele teve que pagar-lhes dinheiro extra para induzi-los a lutar. No entanto, marchou para fora de Marve e assumiu posições atrás de um canal em Zarque, destruindo suas pontes. À medida que o exército de Alharite se aproximava e consertava as pontes, mais de dois mil árabes de suas fileiras desertaram para Assime, evidentemente desconfiando das intenções das tropas nativas do exército de Alharite. Na batalha subsequente, Assime obteve uma grande vitória, pois muitas das tropas de Alharite se afogaram no canal. Como resultado desse fracasso, a maioria dos maulas e príncipes nativos abandonaram Alharite, cujo exército foi reduzido a um núcleo leal de cerca de três mil homens. Isso forçou Alharite a aceitar uma oferta de paz de Assime — que da mesma forma não podia contar com o apoio contínuo dos árabes coraçanes agora que o perigo dos nativos havia passado — e se retirou para Andkhuy. No entanto, no ano seguinte, Alharite renovou sua revolta e marchou novamente para Marve. Assime não conseguiu persuadir os coraçanes a lutar por ele, e ficou com apenas cerca de mil sírios e jaziranos de sua guarda pessoal. As forças de Alharite também não eram muito maiores, sendo reduzidas à guarnição de Marve Arrude. Na batalha que se seguiu na vila de Adandancã perto de Marve, Assime novamente emergiu vitorioso, forçando Alharite a fugir para Marve Arrude.
Apesar de suas vitórias, a posição de Assime ainda era perigosa. Ele foi essencialmente reduzido a Marve e às regiões ocidentais caicitas do Coração ao redor de Nixapur. Além disso, como explicou numa carta ao califa, como um sírio, enfrentou dificuldades em persuadir os coraçanes e até mesmo as tropas iraquianas a lutar sob seu comando contra um dos seus. Assime solicitou ainda que o Coração fosse colocado sob o governador do Iraque, Calide Alcáceri, e que tropas sírias fossem despachadas para a província. Em resposta, o irmão de Calide, Açade ibne Abedalá Alcáceri, que já havia servido antes como governador do Coração, foi enviado para substituí-lo. Notícias disso, combinadas provavelmente com a pressão dos coraçanes de Marve, levaram Assime a concluir novamente uma trégua com Alharite. De acordo com alguns relatos, ele até concordou em se juntar a Alharite para exigir do califa a "aplicação do Livro e da Suna", e se juntar a ele na revolta caso o califa se recusasse. Shaban rejeita essa história completamente, mas Blankinship a considera confiável, embora também a considere uma mera manobra tática para ganhar tempo de Assime.

### Fim da rebelião, intervenção turguexe e exílio
Açade chegou no Coração com 20 mil tropas sírias e imediatamente tomou a ofensiva contra Alharite. A campanha de Açade foi custosa, mas após seus primeiros sucessos os árabes coraçanes começaram a se juntar a ele. O sucesso de Açade foi auxiliado por suas relações pessoais de longa data com os líderes tribais árabes locais, bem como pelas contínuas rivalidades tribais: como um iemenita oposto ao modarita Alharite, podia contar com o apoio de seus companheiros de tribo — assim, a maioria dos rebiaítas, os inimigos tradicionais dos tamimitas de Alharite, que logo desertaram para ele. Açade dividiu suas forças, enviando as tropas cufanas e sírias sob Abderramão ibne Naium em direção a Marve Arrude, onde o exército principal de Alharite estava localizado, enquanto marchou com os baçoranos e os coraçanes restantes sobre as fortalezas de Amul e Zame. As forças rebeldes em Amul se renderam e foram perdoadas, e a guarnição de Balque seguiu logo depois. O próprio Alharite abandonou Marve Arrude e recuou através do Oxo antes de Abderramão, encontrando refúgio com os príncipes do Tocaristão. Com a ajuda deles, sitiou o principal ponto de travessia sobre o Oxo em Tirmide. Diante das forças de Alharite, as tropas de Açade não ousaram cruzar o Oxo, mas recuaram para Balque. No entanto, a guarnição de Tirmide conseguiu derrotar Alharite, que estava enfraquecido após uma briga com o rei do Cutal, e que agora se retirou para o leste, para as montanhas de Badaquexão. Açade seguiu esse sucesso persuadindo a guarnição de Zame a se render sob promessas de anistia e pagamento em dobro, e por uma expedição malsucedida para recuperar Samarcanda, que havia sido perdida após o Desfiladeiro.
No ano seguinte, 736, as forças de Açade limparam as montanhas do Alto Tocaristão dos remanescentes dos apoiadores de Alharite. A fortaleza de Tabuscã, onde muitos dos seguidores e parentes de Alharite encontraram refúgio, foi sitiada por Judai Alquirmani. Depois que se renderam, a maioria dos homens foi executada, enquanto o resto foi vendido como escravo. O próprio Alharite, por outro lado, continuou a escapar da captura. Em 737, Açade liderou suas tropas novamente ao norte do Oxo numa campanha de retaliação contra Cutal, cujo governante havia se aliado tanto a Alharite quanto aos turguexes. Enquanto as tropas árabes estavam dispersas devastando o campo, o grão-cã Suluque, respondendo aos apelos de ajuda do rei de Cutal, lançou um ataque que causou uma fuga precipitada do exército de Açade através do Oxo. O turguexe seguiu atrás deles e atacou e capturou o trem de bagagem árabe em 1.º de outubro, antes que ambos os lados se acomodassem em alojamentos de inverno. Alharite agora emergiu do esconderijo e se juntou ao grão-cã.
Alharite aconselhou o grão-cã a aproveitar a dispersão do exército árabe para seus quartéis de inverno e retomar seu avanço. Seguindo o conselho de Alharite, no início de dezembro o grão-cã liderou o exército turguexe, formado por 30 mil homens com contingentes de praticamente todos os governantes nativos da Transoxiana e do Alto Tocaristão, ao sul, contornando Balque, em Gusgã, na esperança de levantar os príncipes heftalitas do Baixo Tocaristão em revolta também. Nisso ele falhou, pois o rei de Gusgã se juntou a Açade, que estava se aproximando com as forças que conseguiu reunir. O avanço de Açade pegou o grão-cã e Alharite desprevenidos: Açade os encontrou perto de Caristão quando estavam acompanhados por apenas quatro mil homens, o resto tendo se espalhado para saquear e forragear. Na Batalha de Caristão que se seguiu, Açade derrotou os turguexes. Alharite, que lutou com distinção, e o grão-cã mal escaparam e fugiram para o norte sobre o Oxo. A vitória de Açade em Caristão salvou o domínio árabe na Ásia Central. Os destacamentos turguexes ao sul do Oxo foram amplamente destruídos aos poucos por Judai Alquirmani, encerrando a ameaça ao Coração, e a lealdade dos governantes nativos de Tocaristão foi cimentada. O prestígio do grão-cã sofreu um sério golpe, o que encorajou seus rivais domésticos, que eram apoiados secretamente pelos chineses. No início de 738, o tarcã Cursul assassinou Suluque, após o que o reino turguexe entrou em colapso em guerra civil. Açade também morreu logo depois, e foi sucedido por Nácer ibne Saiar em julho de 738.
Nada se sabe sobre as atividades de Alharite durante os dois anos seguintes, mas evidentemente permaneceu no norte da Transoxiana, centrado em Axaxe (Tasquente) e em contato próximo com os turguexes. Em 740 ou 741, depois de ter consolidado sua autoridade no Coração e realizado reformas tributárias que aliviaram a agitação social, Nácer ibne Saiar avançou para o vale médio do Jaxartes, indo para Axaxe. Sua campanha foi parte dos esforços de Nácer para restabelecer o controle árabe sobre a Transoxiana, mas, de acordo com H.A.R. Gibb e Kister, o objetivo principal era a expulsão de Alharite de Axaxe, que ainda poderia unir os turguexes e os príncipes nativos contra os árabes. No evento, Nácer foi impedido de cruzar o Jaxartes por um exército composto por turguexes, tropas de Axaxe e seguidores de Alharite, e foi forçado a se retirar após um acordo negociado, que entre outros termos estipulava a remoção de Alharite e seus adeptos para a remota cidade de Farabe.

### Retorno ao Coração, segunda rebelião e morte
As campanhas e reformas de Nácer consolidaram o domínio muçulmano sobre o Coração e grande parte da Transoxiana, mas seu sucesso foi frágil: os príncipes nativos se ressentiram da perda de autonomia e da crescente assimilação de seu povo pelos conquistadores árabes e enviaram embaixadas à corte chinesa em busca de ajuda, enquanto a rivalidade entre os grupos tribais modaritas e iemenitas, evidente em todo o mundo muçulmano, ainda dividia os próprios árabes.  Com a ascensão do califa pró-iemenita Iázide III em 744, os iemenitas coraçanes apoiaram a candidatura de Judai Alquirmani como governador e, quando isso não aconteceu, eles se rebelaram. Consequentemente, Nácer sentiu que era necessário trazer Alharite e seus adeptos de volta, tanto para fortalecer sua própria posição — Alharite e seus seguidores tinham uma longa história de inimizade para com Alquirmani — quanto para remover uma fonte potencial para outra invasão estrangeira. Nácer garantiu um perdão total para Alharite e seus apoiadores de Iázide. Suas propriedades confiscadas foram devolvidas, e o califa até prometeu governar "de acordo com o Livro e a Suna".
Quando Alharite chegou a Marve no início de julho de 745, no entanto, a situação havia mudado: Iázide estava morto, uma guerra civil completa havia irrompido na Síria, e Nácer ibne Saiar, embora ainda ocupasse a posição de governador, não tinha autoridade. Embora tenha reconhecido  Maruane (r. 744–750), a maioria de seus próprios seguidores não aceitou Maruane como califa. Alharite foi rápido em se distanciar de Nácer: ele recusou a oferta de um governo distrital e distribuiu os presentes que recebeu entre seus apoiadores. Alharite denunciou vocalmente Maruane II e logo foi acompanhado por três mil de seus companheiros tamimitas, enquanto seu secretário, Jame ibne Safuane, angariava mais apoio. Em pouco tempo, se tornou uma ameaça mais grave para Nácer do que Alquirmani. Após tentativas de negociar um acordo se mostrarem infrutíferas, Nácer atacou as forças de Alharite em março de 746, e marcou uma primeira vitória sobre elas, na qual Jame ibne Safuane caiu. Neste ponto, Alquirmani juntou forças com Alharite, e juntos forçaram Nácer a abandonar Marve e recuar para Nixapur. Os dois aliados entraram na capital de Coração, mas em poucos dias se desentenderam e começaram a lutar entre si. Nestes confrontos, Alharite foi morto, deixando Alquirmani como mestre da cidade. O conflito entre Nácer e Alquirmani continuou, mas logo foi ultrapassado pelos eventos: explorando as condições da guerra civil, os abássidas sob Abu Muslim lançaram sua própria revolta antiomíada no Coração. Nácer ibne Saiar tentou concluir uma aliança com Alquirmani, mas falhou quando este último foi assassinado por um dos filhos de Alharite em vingança. Abu Muslim conseguiu explorar a situação a seu favor e, no início de 748, seus homens entraram em Marve, o primeiro passo de uma guerra que levaria à queda da dinastia omíada e sua substituição pelos abássidas dois anos depois.